# آرنادی
آرنادی (به لاتین: Arnadi) یک منطقهٔ مسکونی در قبرس شمالی است که در ناحیه اسکله واقع شده‌است. آرنادی ۳۴۴ نفر جمعیت دارد.